# Ericydnus elizabethae
Ericydnus elizabethae är en stekelart som beskrevs av Trjapitzin 1982. Ericydnus elizabethae ingår i släktet Ericydnus och familjen sköldlussteklar.
Artens utbredningsområde är Ukraina. Inga underarter finns listade i Catalogue of Life.